# تیما

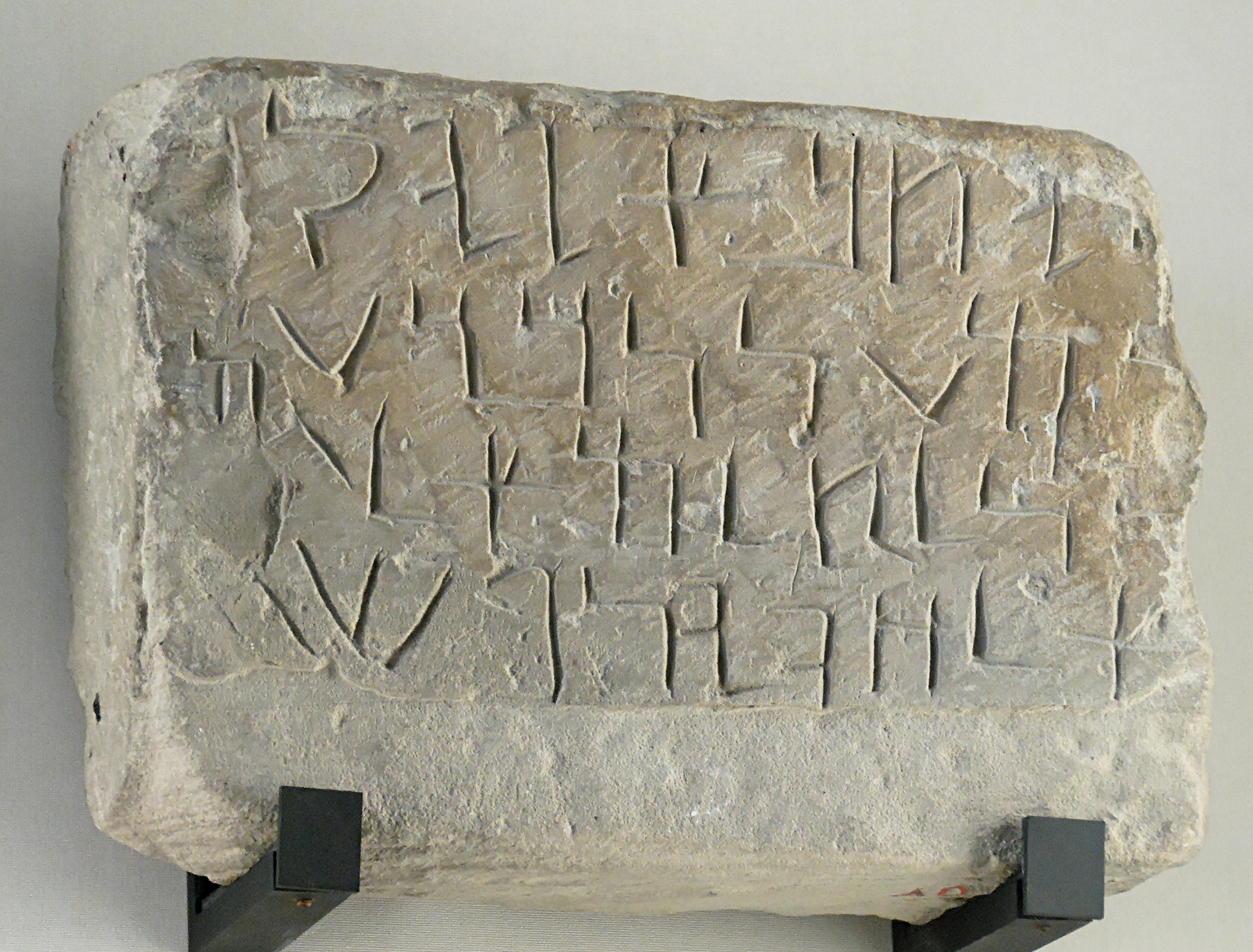
ستونی از جنس ماسه‌سنگ با خط آرامی پیشکش به خدای سلم یافته‌شده در تیما، مربوط به سدهٔ پنجم پیش از میلاد

تیماء (به عربی: مدینة تیماء)، شهری‌ست در کشور پادشاهی عربستان سعودی واقع در شبه‌جزیرهٔ عربستان. شهر آبادی است در منطقهٔ حجاز، در نزدیکی دره‌ای مشهور به (وادی القری) در سر راه ارتباطی تبوک در شمال، و خیبر، و مدینه در جنوب. این شهر در فاصلهٔ ۲۶۵ کیلومتری شرق تبوک، و در ۴۰۰ کیلومتری شمال مدینهٔ منوره قرار دارد.
«شهر تیماء» در میان واحه‌ای از درختان خرما واقع شده‌است. براساس اطلاعات موجود در مرکز آمار عربستان سعودی در ۳۸ درجه و ۲۹ دقیقه طول شرقی و ۲۷ درجه و ۳۸ دقیقه عرض شمالی از نصف‌النهار مبدأ واقع شده‌است.

## جمعیت
جمعیت این شهر در حدود ۲۵۰۰۰ هزار نفر هستند که از اهل سنت و از شاخه مالکی هستند.

## پیشنهٔ تاریخی

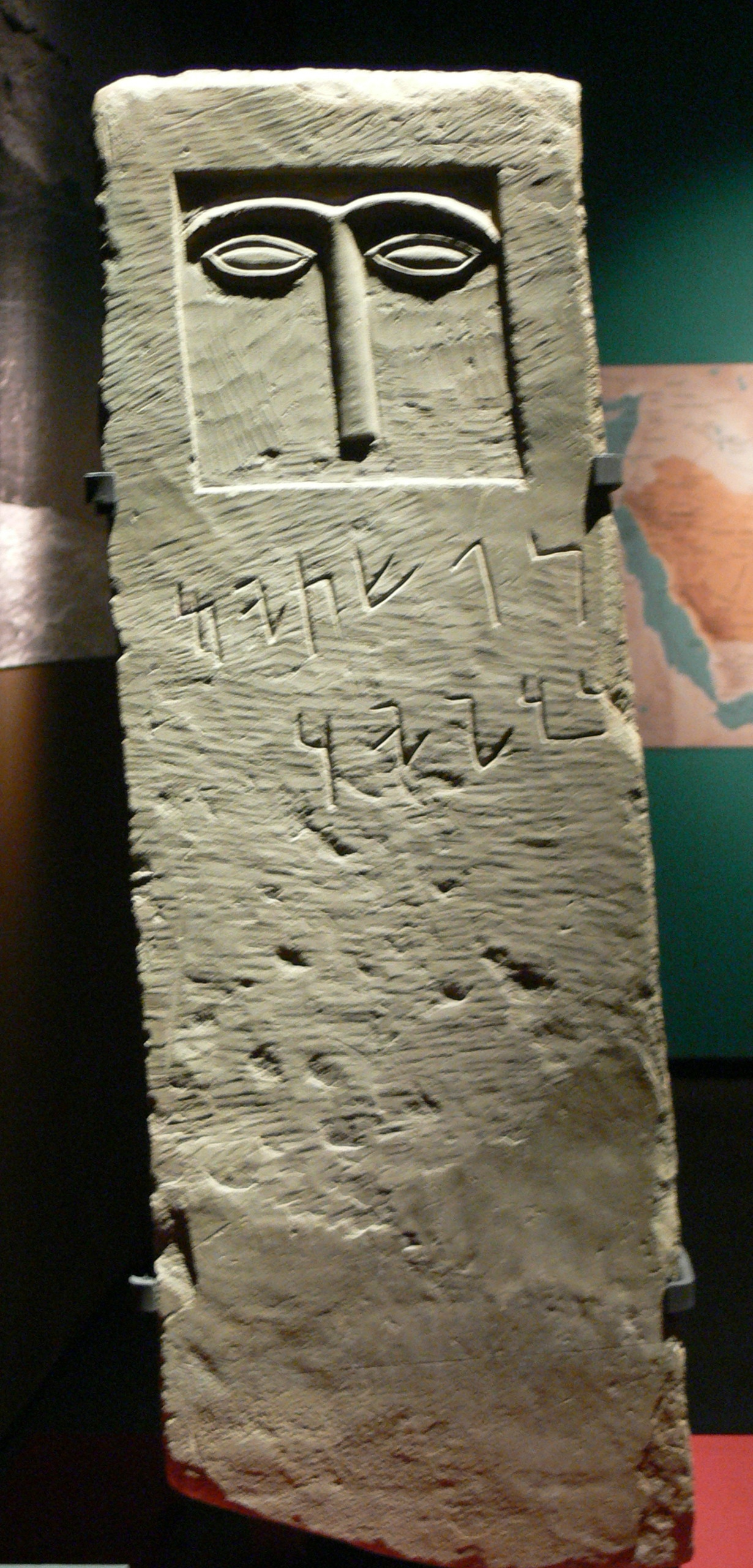
یک نگاره کتیبه ستونی شکل به خط آرامی مربوط سده هفتم پیش از میلاد

تَیماء واحهٔ بزرگی‌است با پیشینهٔ سکونت دیرپای انسان در شمال خاوری عربستان سعودی کنونی، در مسیر مدینه و دمه و در آغاز صحرای نفود.
در نوشته‌های کهن تیما را سرزمینی یهودی‌نشین با چاه‌های پرآب و ساختمان‌های زیبا یادکرده‌اند. تیگلت‌پیلسر سوم از تیماییان خراج دریافت می‌داشته‌است و سناخریب هنگامی که از دروازه‌های نینوا نام می‌برد از دروازهٔ صحرا یاد می‌کند که تیماییان از این دروازه پیشکش‌های خود را به نینوا می‌اورده‌اند. یرمیا هم در پیشگویی خود از تیما و سرنوشتش نام‌می‌برد. در منابع آشوری از تیما نام می‌برد. در آینده دودمانی عرب بر تیما فرمان می‌رانند. در سدهٔ هشتم پیش از میلاد از دو شهبانوی عرب آن سامان-شمسی و زبیبی- یاد می‌شود.
در ۵۳۹ (پیش از میلاد) نبونید از پادشاهی کناره‌می‌گیرد، فرمانروایی بابل را به پسرش می‌سپارد و خود برای نیایش به تیما می‌رود. از این می‌توان برداشت کرد که این شهر در آن روزگار شهر مهمی بوده‌است. سنگنبشته‌ای به خط میخی از سدهٔ ششم پیش از میلاد در تیما به دست‌آمده‌است. در تورات بارها از تیما یادشده و وجه تسمیهٔ آن را از نام تیما یکی از پسران اسماعیل دانسته‌است.
در تیما ستونی به دست چارلز هوبرت در ۱۸۸۳ یافت‌شده‌است که اکنون در موزه لوور نگهداری می‌شود. بر روی این ستون فهرستی از نام‌های خدایان آورده شده‌است.
«تیماء» از شهرهای قدیمی شبه جزیره عربستان است، و تیماء بمعنای یعنی (زمین گسترده) است که دارای درختان تنومند سایه دار است، ویکی از واحه‌های مشهور حرهٔ حجاز است. گویند قبیلهٔ ثمود و عمالیق آن را بنا نهاده أند. در زمان جاهلیت بیشتر ساکنان تیماء یهود بوده أند. آثار تیماء به دوران قبل از تاریخ بر می‌گردد، بارزترین آثار تیماء قصر الأبلق و قصر الحمراء و قصر الردم است. از شخصیات مشهور تیماء سموأل بن عادیا بوده که در قصر الأبلق زندگی می‌کرد، ایشان یکی از مشاهیر آن دوران است که به صدق وحق گویی، وأمانت داری معروف بود، وی بر دیانت یهودیت می‌زیست. امرؤالقیس شاعر مشهور عرب هنگامی که برای استمداد به روم نزد قیصر رفت، دروع و افزار جنگی خودرا نزد «السموأل» به امانت گذاشت؛ که داستان آن با تصرفی فراوان مشهور است.
از اماکن مشهور و گردشگری تیما «بئر هداج» است که تاریخش به دوران ملوک عمالیق بر می‌گردد. همچنین آثارها و سنگ نبشته‌هایی به خط «آرامی» و «کنعانی»، وآهاریی از دوران ثمود، و سبا برجای مانده‌است.